# Мордовская диаспора
Диаспора мордовская (от греч. diaspora — «рассеяние»), места компактного проживания мордовского народа за пределами Мордовии. Во 2-й половине XIX века мордва проживала в 22 губерниях Российской империи, большая часть в Самарской, Казанской, Нижегородской, Пензенской, Саратовской, Симбирской и Тамбовской губерниях. Общая численность мордовского населения страны составляла 650—680 тыс. чел. (1859); в 1897 г. — 1,23 млн чел., из них 986,5 тыс. чел. проживали в европейской части России. Места наибольшего сосредоточения мордовского населения — Поволжский, Заволжский районы, пензенско-саратовский край, Урал, Сибирь и азиатская часть России. Перепись 1926 года зафиксировала 1,33 млн чел. мордвы, 99,6 % её проживали в 30 регионах (6 экономических районов) РСФСР.
За пределами РСФСР мордва проживала в Узбекской ССР (1 805 чел.), Закавказской СФСР (1 238), Украинской ССР (1 171), Белорусской ССР (1 051) и Туркменской ССР (476 чел.). На территории созданной в 1928 г. Мордовской области численность мордовского населения составляла 380—390 тыс. чел. Образование новых промышленных центров, открытие и разработка природных богатств, освоение целинных и залежных земель, развитие транспортной сети усилили миграцию населения, в том числе мордовского.
В 1970—1989 гг. численность мордовского населения в пределах России уменьшилась на 104,6 тыс. чел. (8,9 %), в Мордовии — на 51,3 тыс. (14,0 %). Представители мордовской национальности, согласно переписи 1989 г., проживали во всех субъектах РФ, но наибольшее их число было сосредоточено в Республике Мордовия — 29,2 %, Самарской области — 10,8, Пензенской — 9,0, Оренбургской — 6,4, Ульяновской — 5,7 и Нижегородской области — 3,4 %. В 25 регионах численность мордвы уменьшилась, в 19 — увеличилась: в Москве (13,6 тыс. чел.) и Московской области (11,8 тыс.), Ленинградской (2,9 тыс.), Рязанской (4,7 тыс.), Тюменской (8,1 тыс. чел.), Владимирской, Тульской, Мурманской, Ростовской и других областях. За пределами РФ проживают 81 048 чел. (7 % от общей численности мордвы).

## Становление и развитие мордовской диаспоры
Мордовский народ принадлежит к числу дисперсно расселенных этносов. Для него характерны многочисленная диаспора, проживание существенной доли этноса за пределами этнической территории. Подобное положение складывалось исторически, первоначально за счёт «ползучих» миграций периода феодализма, затем массовых переселений капиталистической эпохи.

## Миграции
Уже к середине 19 в. сложились 3 основных района расселения мордвы. Общую численность мордвы в коренном районе её обитания в это время можно определить в 310—330 тыс. чел., т. е. около 50 % от общей численности. Наиболее высокий процент мордовского населения был в Спасском (около 45 %) и Ардатовском (около 40 %) уездах; в последнем находилась и наиболее значительная группа мордвы Поволжья (58 тыс. чел.). Второй основной регион расселения мордвы в правобережной части Поволжья охватывал пензенско-саратовский край и располагался к юго-востоку от коренного, в лесостепной полосе между верхним течением Суры и Волгой. Третий основной регион был расположен в левобережной части Поволжья (до Приуралья), куда мордовские переселенцы шли главным образом из северной и восточной части коренного региона и в меньшей степени — из второго.
Численность мордвы в Заволжье составляла на конец 1850-х гг. 165 тыс. чел., т. е. около 25 % от всего мордовского населения страны. Значительная была доля мордвы в Бугурусланском уезде Самарской губернии (21 %); там же находились наиболее крупные по численности группы мордвы (всего около 50 тыс. чел.), уступавшие лишь Ардатовскому уезду. В Заволжье преобладали эрзянские селения; мокшанские встречались в основном в окрестностях г. Бугуруслана и к югу от р. Самары; значительная группа смешанных эрзянско-мокшанских селений располагалась к северу от г. Самары. В Азиатской России перед реформой 1861 г. мордвы было мало: около 1 тыс. чел. в восточных уездах Оренбургской и Уфимской губерний и около 1 тыс. в Томской губернии, вселение в которую было официально разрешено в 1852 г. В этой части страны мордва жила смешанно с другими национальностями.
Исследователи переселенческого движения в России отмечают его подъём с середины 19 в. Он был обусловлен отменой крепостного права в 1861 г. и ускорившимся развитием капитализма, в том числе в сельском хозяйстве, что привело к его интенсификации и социальному расслоению деревни. Следующий подъём был вызван Столыпинской аграрной реформой, обеспечившей крестьянам свободный выход из сельской общины с предоставлением им земельного надела в полную собственность с правом залога или продажи. Немаловажное значение имело и упорядочение миграций крестьян, в частности создание в 1896 г. государственного Переселенческого управления, взявшего на себя заботу о выделении земельных участков в местах водворения переселенцев и помогавшего им на пути туда.
Более интенсивный характер миграции мордвы приобрели во 2-й половине 19 в. Основная часть мордовских переселенцев с правобережья Волги мигрировала на восток в губернии левобережья. Всего в 1859—1897 гг. из районов правобережья переселилось около 100 тыс. мордовских крестьян. Миграция их в города составляла во 2-й половине 19 в. мизерную долю. По переписи 1897 г., в городах Европейской России проживало менее 1 % мордовского населения, в то время как общий процент городского населения здесь составлял 12,5, а в губерниях Поволжья — в среднем 9 %. Процент городского мордовского населения был наиболее низким в районах коренного расселения (Нижегородская губерния — 0,2, Пензенская губерния — 0,3). Сравнительно большие группы мордвы жили в г. Оренбурге (900 чел.), Самаре (600), Саратове (400 чел.), Москве и Санкт-Петербурге; небольшая группа мордвы работала на нефтяных промыслах в г. Баку. В городах Азиатской России в 1897 г. проживало около 8 % всего мордовского населения этой части страны (табл. 1). 1-я всеобщая перепись населения Российской империи (1897) зафиксировала 1 618 чел. мордвы в Польше.
| Таблица 1 |                      |                       |
| Численность мордвы по данным переписи 1897 г. \| Губерния \| Мордовское население \| В том числе в городах \| \| ------------- \| -------------------- \| --------------------- \| \| Акмолинская \| 8 546 \| \| \| Казанская \| 22 187 \| \| \| Нижегородская \| 53 093 \| \| \| Оренбургская \| 38 403 \| 1 715 \| \| Пензенская \| 187 862 \| \| \| Самарская \| 238 598 \| \| \| Саратовская \| 123 893 \| \| \| Симбирская \| 188 980 \| 947 \| \| Тамбовская \| 89 704 \| \| \| Тургайская \| - \| 701 \| \| Уфимская \| 37 280 \| \| \| Итого \| 988 546 \| \| |                      |                       |
| Губерния | Мордовское население | В том числе в городах |
| Акмолинская | 8 546                |                       |
| Казанская | 22 187               |                       |
| Нижегородская | 53 093               |                       |
| Оренбургская | 38 403               | 1 715                 |
| Пензенская | 187 862              |                       |
| Самарская | 238 598              |                       |
| Саратовская | 123 893              |                       |
| Симбирская | 188 980              | 947                   |
| Тамбовская | 89 704               |                       |
| Тургайская | -                    | 701                   |
| Уфимская | 37 280               |                       |
| Итого | 988 546              |                       |

В начале 20 в. отдельные группы мордвы продолжали переселяться из губерний правобережья на восток — в Заволжье, Приуралье и далее — в южную часть Сибири. Воссоздать полную и точную картину этого процесса в начале 20 в. невозможно, так как следующая всеобщая перепись населения страны была проведена только в 1926 г. и из-за Гражданской войны 1918—1920 гг., проходившей на большой части Поволжья, не отражала статистику потерь и территориальных перемещений. На миграции жителей Поволжья, в том числе мордвы, повлиял голод 1921 г., особенно сильно поразивший Самарскую губернию. Некоторую помощь в анализе этих процессов оказывают данные переписи населения 1920 г., однако эта перепись не отличалась точностью. Большим препятствием являются послереволюционные изменения административно-территориальных границ: в Самарскую губернию были включены часть Сызранского уезда Симбирской и Чистопольского уезда Казанской губерний. Определенное влияние на картину расселения мордвы к 1926 г. оказало возобновление миграций на восток (главным образом в Сибирь), в конце 1924 — начале 1925 г. после государственного постановления о развитии переселенческого движения и создания при ЦИК СНК специального Центрального колонизационного (с 1926 г. — Переселенческого) комитета, который выделял мигрантам земли и оказывал им различную помощь. В новое переселенческое движение стали втягиваться и мордовские крестьяне Поволжья, оказавшиеся после Октябрьской революции (см. Революции 1917 г.), когда помещичьи земли передавались, как правило, русским крестьянам соседних селений, сравнительно хуже обеспеченными землёй. На 1923 г. в Средне-Волжском крае на душу населения приходилось пашни: в правобережье у мордвы — 1,0 га, у русских — 1,4 га, в Заволжье — соответственно 1,4 и 2,9 га.
Согласно переписи населения 1926 г., общая численность мордвы в стране составляла около 1 340 тыс. чел., которые проживали в 30 регионах. В 1926 г. почти 11 % мордвы были жителями азиатской части СССР, причём мордовское население Сибири составляло 107 800 чел. Это главное изменение в территориальном распределении народа с 1897 г. В Сибири наиболее значительные потоки мордовских мигрантов направлялись в Томскую и в несколько меньшей степени в Енисейскую губернии. В Казахстане численность мордвы достигла 27 200 чел.
Перепись 1937 г. зафиксировала уменьшение численности коренного населения Мордовии с одновременным возрастанием общей численности народа, т. е. отток из Мордовии продолжался (табл. 2).
| Таблица 2 |                     |                    |                    |
| Расселение мордовского народа по переписи 1937 г. \| Территория \| Все население, чел. \| В том числе мордвы \| В том числе мордвы \| \| Территория \| Все население, чел. \| чел. \| % \| \| ----------------------------------------------------------- \| ------------------- \| ------------------ \| ------------------ \| \| Мордовская АССР \| 1 194 242 \| 411 565 \| 34,46 \| \| Горьковская область \| 3 685 334 \| 80 603 \| 2,19 \| \| Куйбышевская область (с Пензенской и Ульяновской областями) \| 2 843 095 \| 234 353 \| 8,24 \| \| Итого по основному ареалу \| 7 722 671 \| 726 521 \| 9,41 \| \| Башкирская АССР \| 2 959 661 \| 55 690 \| 1,88 \| \| Татарская АССР \| 2 739 778 \| 32 908 \| 1,2 \| \| Чувашская АССР \| 1 026 098 \| 21 446 \| 2,09 \| \| Кировская область \| 2 378 609 \| 59 332 \| 2,49 \| \| Оренбургская область \| 1 566 687 \| 108 558 \| 6,93 \| \| Саратовская область \| 1 888 893 \| 29 863 \| 1,58 \| \| Тамбовская область \| 2 491 437 \| 71 213 \| 2,86 \| \| Челябинская область \| 2 767 697 \| 17 557 \| 0,63 \| \| Новосибирская область \| 3 958 903 \| 51 367 \| 1,3 \| \| Итого по указанным территориям \| 29 500 434 \| 117 455 \| 3,98 \| \| Всего по РСФСР \| 103 967 924 \| 1 214 189 \| 1,17 \| \| Всего по СССР \| 162 039 470 \| 1 248 867 \| 0,77 \| |                     |                    |                    |
| Территория | Все население, чел. | В том числе мордвы | В том числе мордвы |
| Территория | Все население, чел. | чел.               | %                  |
| Мордовская АССР | 1 194 242           | 411 565            | 34,46              |
| Горьковская область | 3 685 334           | 80 603             | 2,19               |
| Куйбышевская область (с Пензенской и Ульяновской областями) | 2 843 095           | 234 353            | 8,24               |
| Итого по основному ареалу | 7 722 671           | 726 521            | 9,41               |
| Башкирская АССР | 2 959 661           | 55 690             | 1,88               |
| Татарская АССР | 2 739 778           | 32 908             | 1,2                |
| Чувашская АССР | 1 026 098           | 21 446             | 2,09               |
| Кировская область | 2 378 609           | 59 332             | 2,49               |
| Оренбургская область | 1 566 687           | 108 558            | 6,93               |
| Саратовская область | 1 888 893           | 29 863             | 1,58               |
| Тамбовская область | 2 491 437           | 71 213             | 2,86               |
| Челябинская область | 2 767 697           | 17 557             | 0,63               |
| Новосибирская область | 3 958 903           | 51 367             | 1,3                |
| Итого по указанным территориям | 29 500 434          | 117 455            | 3,98               |
| Всего по РСФСР | 103 967 924         | 1 214 189          | 1,17               |
| Всего по СССР | 162 039 470         | 1 248 867          | 0,77               |

С 1939 по 1959 г. численность мордвы в титульной республике и близлежащих областях на правобережье Волги сократилась. В 1959 г. около 190 тыс. чел. мордовской национальности проживало в азиатской части России (включая Урал), что наглядно указывает на продолжавшийся процесс дисперсии. Среди факторов развития миграционных процессов необходимо отметить территориальное рассредоточение мордвы. Большее значение имели миграции в города: с 1959 по 1989 г. число мордовских горожан в РСФСР выросло с 322 тыс. до 560 тыс. чел., в том числе в Мордовии — с 22 тыс. до 120 тыс. чел.; в действительности этот прирост был существенно выше, но значительная часть его поглощалась ассимиляционными процессами, которые в городах шли более интенсивно, чем в сельской местности.
В пределах Мордовии урбанизация мордвы отставала от урбанизации русского населения, но не по уровню, а по темпам: процент горожан среди мордвы вырос с 6 в 1959 г. до 38 в 1989 г. при общем росте доли городского населения соответственно с 18 до 57 %. Такая же картина наблюдалась в Пензенской области, где в 1989 г. находилось 86,4 тыс. чел. мордовского населения. В Куйбышевской области (116,5 тыс. мордовского населения) горожане составляли 58 %, в Башкирии (32 тыс.) — 62, в Казахстане (30 тыс. чел.) — 70 %, что выше средней доли горожан в республике (на 1989 г. — 57 %).
Послевоенные переписи показывают сокращение численности мордвы как по всей территории СССР, так и в традиционных регионах её расселения. Между переписями 1959 и 1970 гг. общая численность мордвы уменьшилась, хотя в 2 наиболее крупных районах расселения — Мордовии и Куйбышевской области — немного увеличилась. Позднее её численность сокращалась и здесь (табл. 3).
| Таблица 3 |           |           |           |           |           |         |         |
| Численность мордвы по переписям населения \| Территория \| 1926 \| 1959 \| 1970 \| 1979 \| 1989 \| 2002 \| 2010 \| \| ------------------------- \| --------- \| --------- \| --------- \| --------- \| --------- \| ------- \| ------- \| \| СССР \| 1 340 394 \| 1 285 116 \| 1 262 670 \| 1 191 765 \| 1 153 987 \| - \| - \| \| РФ \| 1 334 659 \| 1 211 105 \| 1 177 492 \| 1 111 075 \| 1 072 939 \| 843 350 \| 744 237 \| \| Республика Мордовия \| - \| 357 978 \| 364 689 \| 338 898 \| 313 420 \| 283 861 \| 333 112 \| \| Самарская область \| 251 374 \| 115 328 \| 118 117 \| 117 127 \| 116 475 \| 86 000 \| 65 447 \| \| Пензенская область \| 376 933 \| 109 442 \| 106 485 \| 95 718 \| 86 370 \| 70 739 \| 54 703 \| \| Оренбургская область \| 23 602 \| 95 042 \| 92 215 \| 80 611 \| 68 879 \| 52 458 \| 38 682 \| \| Ульяновская область \| 179 988 \| 73 017 \| 69 644 \| 64 016 \| 61 061 \| 50 229 \| 38 977 \| \| Республика Башкортостан \| 49 813 \| 43 582 \| 40 745 \| 35 900 \| 31 923 \| 26 020 \| 20 300 \| \| Нижегородская область \| 84 920 \| 63 861 \| 51 628 \| 45 028 \| 36 709 \| 25 022 \| 19 138 \| \| Республика Татарстан \| 35 084 \| 32 932 \| 30 963 \| 29 905 \| 28 859 \| 23 702 \| 19 156 \| \| Москва \| - \| 13 528 \| 16 878 \| 22 274 \| 30 916 \| 23 387 \| 17 095 \| \| Московская область \| - \| 19 772 \| 16 943 \| 22 082 \| 28 328 \| 21 856 \| 18 678 \| \| Челябинская область \| - \| 30 540 \| 31 915 \| 29 306 \| 27 095 \| 18 138 \| 12 174 \| \| Саратовская область \| 154 874 \| 23 374 \| 23 865 \| 23 344 \| 23 381 \| 16 523 \| 10 917 \| \| Чувашская Республика \| 23 958 \| 23 863 \| 21 041 \| 20 276 \| 18 686 \| 15 993 \| 13 014 \| \| Свердловская область \| - \| 17 830 \| 17 135 \| 16 164 \| 15 453 \| 9 702 \| 6 303 \| \| Красноярский край \| - \| 17 971 \| 17 997 \| 15 777 \| 14 873 \| 7 526 \| 4 295 \| \| Кемеровская область \| - \| 26 861 \| 19 158 \| 15 239 \| 13 894 \| 7 221 \| 3 932 \| \| Приморский край \| - \| 15 260 \| 11 847 \| 10 233 \| 9 193 \| 4 307 \| 2 223 \| \| Хабаровский край \| - \| 13 782 \| 10 234 \| 8 977 \| 8 193 \| 3 399 \| 1 702 \| \| Сахалинская область \| - \| 10 826 \| 7 941 \| 6 710 \| 5 641 \| 2 943 \| 1 666 \| \| Другие субъекты РФ \| 149 372 \| 106 316 \| 102 956 \| 113 494 \| 133 590 \| 47 945 \| 62 723 \| \| Другие союзные республики \| 5 741 \| 70 011 \| 85 178 \| 80 690 \| 81 048 \| - \| - \| |           |           |           |           |           |         |         |
| Территория | 1926      | 1959      | 1970      | 1979      | 1989      | 2002    | 2010    |
| СССР | 1 340 394 | 1 285 116 | 1 262 670 | 1 191 765 | 1 153 987 | -       | -       |
| РФ | 1 334 659 | 1 211 105 | 1 177 492 | 1 111 075 | 1 072 939 | 843 350 | 744 237 |
| Республика Мордовия | -         | 357 978   | 364 689   | 338 898   | 313 420   | 283 861 | 333 112 |
| Самарская область | 251 374   | 115 328   | 118 117   | 117 127   | 116 475   | 86 000  | 65 447  |
| Пензенская область | 376 933   | 109 442   | 106 485   | 95 718    | 86 370    | 70 739  | 54 703  |
| Оренбургская область | 23 602    | 95 042    | 92 215    | 80 611    | 68 879    | 52 458  | 38 682  |
| Ульяновская область | 179 988   | 73 017    | 69 644    | 64 016    | 61 061    | 50 229  | 38 977  |
| Республика Башкортостан | 49 813    | 43 582    | 40 745    | 35 900    | 31 923    | 26 020  | 20 300  |
| Нижегородская область | 84 920    | 63 861    | 51 628    | 45 028    | 36 709    | 25 022  | 19 138  |
| Республика Татарстан | 35 084    | 32 932    | 30 963    | 29 905    | 28 859    | 23 702  | 19 156  |
| Москва | -         | 13 528    | 16 878    | 22 274    | 30 916    | 23 387  | 17 095  |
| Московская область | -         | 19 772    | 16 943    | 22 082    | 28 328    | 21 856  | 18 678  |
| Челябинская область | -         | 30 540    | 31 915    | 29 306    | 27 095    | 18 138  | 12 174  |
| Саратовская область | 154 874   | 23 374    | 23 865    | 23 344    | 23 381    | 16 523  | 10 917  |
| Чувашская Республика | 23 958    | 23 863    | 21 041    | 20 276    | 18 686    | 15 993  | 13 014  |
| Свердловская область | -         | 17 830    | 17 135    | 16 164    | 15 453    | 9 702   | 6 303   |
| Красноярский край | -         | 17 971    | 17 997    | 15 777    | 14 873    | 7 526   | 4 295   |
| Кемеровская область | -         | 26 861    | 19 158    | 15 239    | 13 894    | 7 221   | 3 932   |
| Приморский край | -         | 15 260    | 11 847    | 10 233    | 9 193     | 4 307   | 2 223   |
| Хабаровский край | -         | 13 782    | 10 234    | 8 977     | 8 193     | 3 399   | 1 702   |
| Сахалинская область | -         | 10 826    | 7 941     | 6 710     | 5 641     | 2 943   | 1 666   |
| Другие субъекты РФ | 149 372   | 106 316   | 102 956   | 113 494   | 133 590   | 47 945  | 62 723  |
| Другие союзные республики | 5 741     | 70 011    | 85 178    | 80 690    | 81 048    | -       | -       |

## Места расселения мордвы

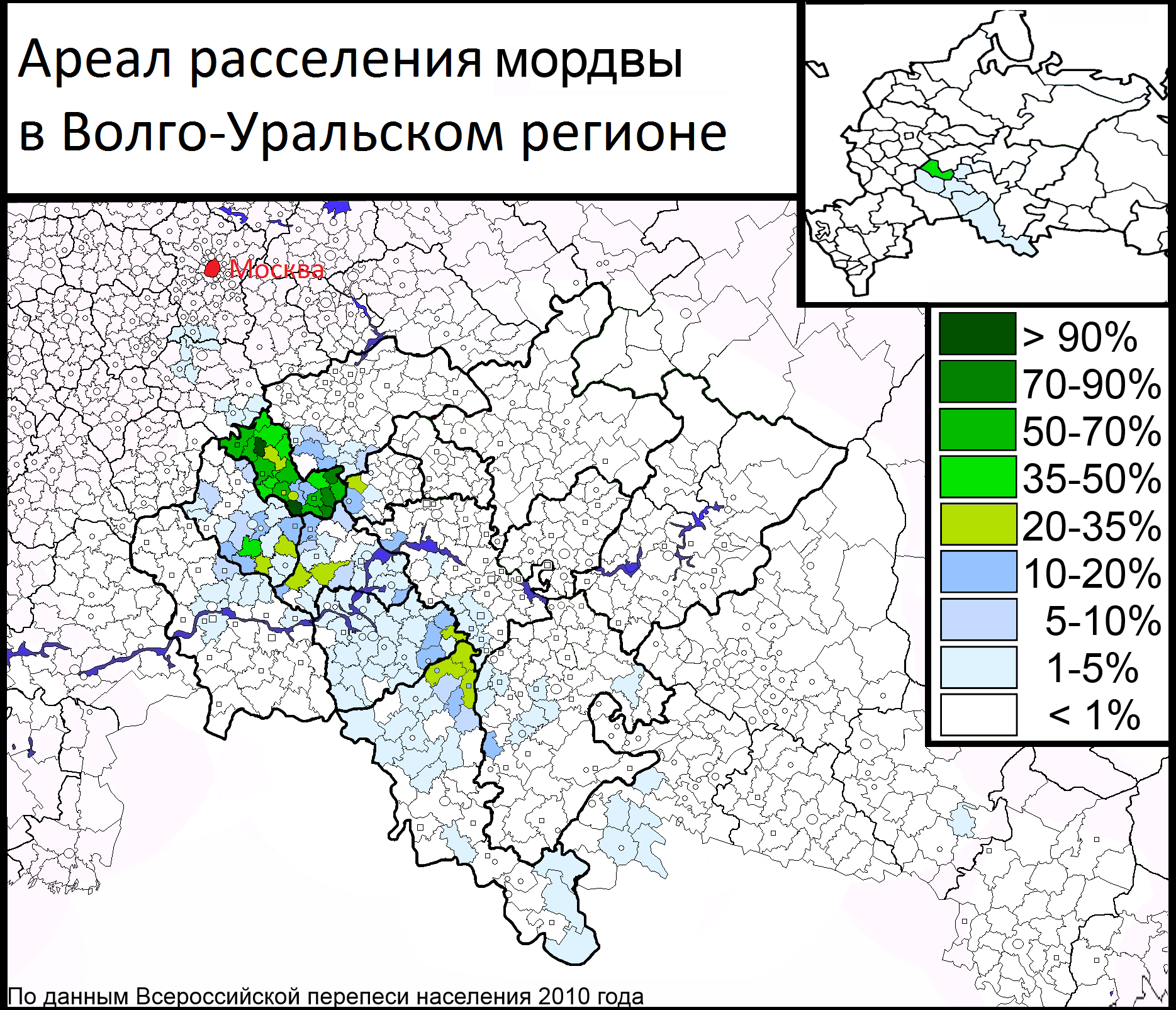
Ареал расселения мордвы в Волго-Уральском регионе. По данным Всероссийской переписи населения 2010 года.

По переписи 2002, Заволжье (Самарская и Оренбургская области) остаётся самым крупным ареалом расселения мордвы после Республики Мордовия.
Самарская область (10,2 % от общей численности мордвы; 2002). 42 % мордвы в области были сельскими жителями. Самарская мордва проживает в более чем 200 населенных пунктах, расположенных по всей территории области, за исключением южной части. Основные очаги расселения мордвы: Ставропольский район — 17 тыс. чел., Похвистневский — 9 тыс. (в том числе г. Похвистнево — 2,6 тыс.), Кинель-Черкасский — 6,1 тыс. (в том числе г. Отрадный — 3,5 тыс.), Клявлинский — 5,7 тыс., Волжский — 4,7 тыс. (без г. Самара, Новокуйбышевск и Чапаевск), Шенталинский — 4,3 тыс., Красноярский — 4,1 тыс., Исаклинский — 3,8 тыс. и Сызранский район — 3,3 тыс. чел. Численность мордвы на территории горсовета превышала 28 тыс. чел., в г. Чапаевске и Новокуйбышевске насчитывалось соответственно 3,0 и 2,9 тыс. лиц мордовской национальности. Таким образом, общая численность мордовского населения в Волжском районе составляла около 40 тыс. чел. (1989).
Пензенская область (8,4 % от общей численности мордвы; 2002). Пензенская мордва проживает в более чем 200 населенных пунктах. Как мордовский к юго-востоку от г. Пензы выделяется Шемышейский район. В 1989 г. 58 % его жителей являлись представителями мордвы. Численность мордвы здесь немного превышала 13 тыс. чел. Следующий по численности мордовского населения Сосновоборский (7,6 тыс. чел.), Бессоновский (6,4 тыс.), Никольский (6,1 тыс.), Камешкирский (5,7 тыс.), Белинский (5,2 тыс.), Городищенский (4,5 тыс.), Пензенский (4 тыс.) и Лопатинский (2,9 тыс. чел.) районы. От 1 до 2 тыс. мордвы проживало в Малосердобинском, Мокшанском, Колышлейском, Наровчатском и Неверкинском районах. Численность мордвы в г. Пензе составляла 15 тыс. чел.
Оренбургская область (6,2 % от общей численности мордвы; 2002). Большинство мордвы Оренбуржья (60 %) являлось сельскими жителями. Наиболее крупные и компактные мордовские очаги расположены в окрестностях г. Бугуруслан и Абдулино, т. е. на северо-западе области. По всему Оренбуржью мордва живёт в более чем 200 населенных пунктах. Среди сельского населения Бугурусланского и Северного районов удельный вес мордвы в 1989 г. достигал 40 %, а её численность в Бугурусланском районе составляла 15,8 тыс. чел. (в том числе в Бугуруслане — 6,2 тыс.), Северном — 7,5 тыс., Абдулинском — 7,2 тыс. (в том числе в Абдулино — 3,1 тыс.), Матвеевском — 2,2 тыс., Пономарёвском — 1,9 тыс., Переволоцком — 1,4 тыс., Ташлинском и Бузулукском — по 1,3 тыс., в Кваркенском районе — 1,1 тыс. чел. Кроме последнего, все районы расположены к западу от областного центра. В некоторых городах области численность мордвы довольно значительна: в Оренбурге — 3,7 тыс. чел., Орске — 4,6 тыс., Бузулуке — 1,9 тыс. чел. (1989).
Ульяновская область (5,9 % от общей численности мордвы; 2002). Мордва проживает практически на всей территории области. Больше всего мордовского населения в Николаевском (10 тыс. чел.), Кузоватовском (6,9 тыс.), Инзенском (5,4 тыс.), Новомалыклинском (5,1 тыс.), Мелекесском (4,6 тыс., в том числе в г. Димитровграде — 3 тыс.), Павловском (3,6 тыс.) и Тереньгульском (2,5 тыс. чел.) районах (1989). В населении упомянутых районов, за исключением Инзенского, Мелекесского и Тереньгульского, удельный вес мордвы колебался между 20 и 30 %. От 1 до 2 тыс. представителей мордвы проживало в Чердаклинском, Барышском, Сурском, Ульяновском и Вешкаймском районах. В г. Ульяновске — 11 тыс. лиц мордовской национальности.
Республика Башкортостан (3,1 % от общей численности мордвы; 2002). Характерно постоянное и довольно быстрыми темпами снижение численности мордвы. Мордовские поселения расположены в основном в западной части республики. Главный сельский очаг расселения — Фёдоровский район (2,9 тыс. чел.; 1989). В Бижбулякском районе насчитывалось 1,5 тыс. чел. мордвы, Стерлитамакском и Чишминском районах — по 1,1 тыс., г. Уфе — 5,8 тыс., в г. Стерлитамаке — 5,3 тыс. чел. В Башкортостане мордва урбанизирована, больше половины проживает в городах (19,9 тыс. чел., или 62,0 %; 1989).
Нижегородская область (2,9 % от общей численности мордвы; 2002). Мордва расселена здесь небольшими очагами — по 3—4 деревни. Подобное расселение способствовало процессу русификации. Мордовские поселения (около 40) расположены главным образом на юго-востоке области, недалеко от границы с Мордовией. В 1989 г. больше всего мордовских жителей было зарегистрировано в Лукояновском (5,8 тыс. чел.), Шатковском (3,4 тыс.), Сергачском (2,6 тыс.), Пильнинском (2,2 тыс.), Большеболдинском (1,6 тыс.) и Первомайском (1,3 тыс. чел.) районах. В областном центре к 1989 г. численность мордвы достигала 10 тыс. чел., всего в городах области проживали 19 069 чел., в сельской местности — 17 641 чел.
Республика Татарстан (2,8 % от общей численности мордвы; 2002). Мордва проживает главным образом на юге и в центре республики. По данным 1989 г., в Лениногорском районе численность мордвы равнялась 5,9 тыс. (в том числе в г. Лениногорске — 4,3 тыс.), в Альметьевском районе — 4,2 тыс. и Тетюшском — 3,1 тыс. чел. Численность между 1 и 2 тыс. чел. была зарегистрирована в Алексеевском и Черемшанском районах. Как и в большинстве других регионов, в Татарстане общая численность мордвы постоянно уменьшается. При этом отмечается довольно высокая степень её урбанизации: 19 505 чел. от всей мордвы Татарстана — горожане, 9 354 чел. — сельчане. Индустриальными центрами, имеющими в составе населения более 200 тыс. чел. мордвы, являются Лениногорск и Альметьевск, а также г. Набережные Челны (3,2 тыс. чел.), Бугульма (2,3 тыс.) и Казань (2,1 тыс. чел.; 1989).
Чувашская Республика (1,9 % от общей численности мордвы; 2002). Здесь численность мордвы уменьшается, но не так быстро, как в ряде других регионов. Поселения с более или менее значительным мордовским компонентом расположены главным образом на юго-западе республики. В 2000 г. численность мордвы была наибольшей в Алатырском и Порецком районах. На территории чебоксарско-новочебоксарской городской агломерации насчитывалось 2,9 тыс. лиц мордовской национальности. По переписи 1989 г., 9 375 чел. мордовской национальности проживало в городах, 9 311 чел. — в сельской местности.
Саратовская область (1,9 % от общей численности мордвы; 2002). Ареалы мордовских селений (Базарно-Карабулакский, Балаковский, Духовницкий, Лысогорский, Петровский, Татищевский и Хвалынский районы) находятся в основном в северной части области. В Саратовской области мордва проживает примерно в 50 населенных пунктах.
Другие группы мордовской диаспоры. Согласно переписи 2002 г. мордва проживала в Рязанской (7,2 тыс. чел.), Волгоградской (3,6 тыс.), Владимирской (3,5 тыс.), Ростовской (3,4 тыс.) и Ивановской (1,9 тыс. чел.) областях. Общая численность мордвы в Московском регионе составила более 45 тыс. чел. Особенно быстро численность мордвы увеличивалась здесь после 1970. В г. Санкт-Петербурге проживало 3,4 тыс. чел. мордвы.  На Урале довольно большое количество мордвы живёт в Челябинской и Свердловской областях. В обеих областях мордва сильно урбанизирована. В Сибири и на Дальнем Востоке мордва живёт во многих областях и краях. Самое большое число зафиксировано в Красноярском крае, здесь мордва проживает в Абанском (д. Долженково), Канском (д. Михайловка, с. Георгиевка), Каратузском (д. Алексеевка), Краснотуранском (с. Саянск, Галактионовка), Ибрессинском (с. Большая Салба), Минусинском (с. Большая Ничка, Верхняя Коя), Ужурском и других районах. В Алтайском крае — 4 769 чел. мордовской национальности (2002), которые в основном проживают в Залесовском районе. Также мордва есть в Бийском (пос. Малоенисейск и с. Сростки), Заринском, Краюшкинском, Кулундинском, Рубцовском, Тальменском и других районах, в г. Барнауле и Бийске. В Тюменской области по переписи 2002 мордвы — 9 683 чел., в том числе в Ханты-Мансийском АО — 6 386 чел. В Хабаровском крае территориями расселения мордвы являются бассейны р. Кур и Урми.
За пределами России после 1991 г. оказалось более 80 тыс. чел. мордвы. Самое большое её количество в Казахстане (30 тыс. чел.), в основном в северных областях. На Украине и в Узбекистане численность мордвы была соответственно 19 и 12 тыс. чел.

## Интернет и социальные сети
- Официальный сайт Мордовской Диаспоры: www.mordovians.ru

## Источник
- Энциклопедия Мордовия, В. А. Балашов, М. С. Волкова, Н. Ф. Мокшин, В. Н. Шитов, В. А. Юрчёнков, В. Ф. Разживин.